# La moglie dell'avvocato
La moglie dell'avvocato (바람난 가족?, Baramnan gajokLR) è un film del 2003 diretto da Im Sang-soo.

## Trama
La casalinga Hoo-jung è sposata con Young-jak, rampante avvocato; ex ballerina attenta al suo fisico, quando scopre che il marito la tradisce con una modella, inizia a sentire estraneo il suo corpo e a non provare più piacere. L'incontro con un adolescente la risveglierà dal suo torpore.